# Přípona -witz
Koncovka -witz, vyskytující se u mnoha německých místních názvů a z nich odvozených příjmení, je poněmčená, původně slovanská přípona.

## Původ
Koncovka -witz (česky -ovice, polsky -owice, lužickosrbsky -ovići) je složená přípona s -itz a v Německu se vyskytuje zejména u původně lužickosrbských (tam též koncovky -fitz, -vitz, -pitz) a polabských a kromě toho také u dalších slovanských místních názvů. Původně měla funkci patronyma, tzn. že odkazuje na zakladatele místa nebo alespoň na významnou osobu, která dala jméno místu. Například v názvu polských Katovic (polsky Katowice, německy Kattowitz) lze spatřit osobní jméno Kat s koncovkou -owice s významem „patřící Katovi, ves Katových lidí“. Původně slovanská koncovka -witz má tedy tutéž funkci jako germánská koncovka -ing(en).
Zdaleka nejrozšířenější je koncovka -witz v dnešním Sasku, Braniborsku a na východě Saska-Anhaltska a Durynska. Dříve byla tato koncovka rozšířená také ve všech ostatních německojazyčných oblastech střední a středovýchodní Evropy (Prusko, Slezsko, Čechy, Morava a Rumunsko).

## Příklady
Bannewitz, Crostwitz, Černovice (ukr. Чернівці, něm. Tschernowitz/Czernowitz), pol. Gliwice (česky Hlivice, něm. Gleiwitz), Katowice (čes. Katovice, něm. Kattowitz) Lipsko-Connewitz, Lössewitz, Malschwitz, Neschwitz, Panschwitz, Räckelwitz, Thesenvitz, Drážďany-Wachwitz, Freital-Wurgwitz, Zinnowitz.